# Pordenone Calcio 2021-2022
Questa voce raccoglie le informazioni riguardanti il Pordenone Calcio nelle competizioni ufficiali della stagione 2021-2022.

## Stagione
Nella stagione 2021-2022 il Pordenone disputa il campionato di Serie B, raccoglie 18 punti con l'ultimo posto della classifica e retrocede in Serie C dopo tre stagioni giocate nel campionato cadetto. Una stagione questa dei ramarri iniziata male e finita peggio. Si inizia con il tecnico Massimo Paci, sostituito dopo due sole gare da Dario Rossi, a sua volta sostituito da Bruno Tedino a metà ottobre dopo l'(1-3) con la Ternana. Ma è una stagione stregata per il Pordenone che al termine del girone di andata è ultimo con 8 miseri punti. Il girone di ritorno continua con lo stesso andamento, la retrocessione ufficiale arriva con tre giornate di anticipo e con l'ennesimo tracollo interno (1-4) con il Benevento. Il Pordenone partecipa anche alla Coppa Italia trovando subito semaforo rosso, eliminato ad agosto nei trentaduesimi di finale dallo Spezia che passa (1-3) a Lignano Sabbiadoro, dove il Pordenone ha giocato per tutta questa stagione le proprie partite interne.

## Divise e sponsor
Il fornitore tecnico per la stagione 2021-2022 è Givova.

## Rosa
Di seguito la rosa tratta dal sito internet ufficiale della società e aggiornata al 14 luglio 2021:
| N. |                    | Ruolo | Calciatore               |
| -- | ------------------ | ----- | ------------------------ |
| 1  | Italia (bandiera)  | P     | Giacomo Bindi            |
| 2  | Marocco (bandiera) | D     | Hamza El Kaouakibi       |
| 4  | Italia (bandiera)  | D     | Mirko Stefani (capitano) |
| 5  | Italia (bandiera)  | C     | Alessandro Lovisa        |
| 6  | Italia (bandiera)  | D     | Alberto Barison          |
| 7  | Italia (bandiera)  | A     | Davis Mensah             |
| 8  | Italia (bandiera)  | C     | Jacopo Petriccione       |
| 9  | Italia (bandiera)  | A     | Frank Tsadjout           |
| 10 | Italia (bandiera)  | C     | Amato Ciciretti          |
| 10 | Italia (bandiera)  | C     | Francesco Deli           |
| 12 | Italia (bandiera)  | P     | Gaetano Fasolino         |
| 15 | Romania (bandiera) | C     | Mihael Onişa             |
| 16 | Italia (bandiera)  | C     | Luca Magnino             |
| 16 | Italia (bandiera)  | D     | Armando Anastasio        |
| 18 | Italia (bandiera)  | A     | Simone Pasa              |
| 19 | Italia (bandiera)  | A     | Federico Secli           |
| 20 | Polonia (bandiera) | C     | Tomasz Kupisz            |
| 20 | Nigeria (bandiera) | A     | Alvin Okoro              |
| 21 | Italia (bandiera)  | C     | Gianvito Misuraca        |
| 21 | Italia (bandiera)  | C     | Kevin Biondi             |
| 22 | Italia (bandiera)  | P     | Samuele Perisan          |

| N. |                     | Ruolo | Calciatore           |
| -- | ------------------- | ----- | -------------------- |
| 23 | Italia (bandiera)   | C     | Emanuele Torrasi     |
| 24 | Italia (bandiera)   | D     | Federico Valietti    |
| 26 | Italia (bandiera)   | D     | Alessandro Bassoli   |
| 27 | Italia (bandiera)   | C     | Marco Pinato         |
| 27 | Italia (bandiera)   | A     | Leonardo Candellone  |
| 28 | Italia (bandiera)   | A     | Nicolò Cambiaghi     |
| 30 | Italia (bandiera)   | D     | Christian Dalle Mura |
| 31 | Italia (bandiera)   | D     | Michele Camporese    |
| 32 | Croazia (bandiera)  | A     | Karlo Butić          |
| 33 | Italia (bandiera)   | C     | Roberto Zammarini    |
| 36 | Slovenia (bandiera) | C     | Dejan Vokić          |
| 38 | Italia (bandiera)   | A     | Giuseppe Di Serio    |
| 44 | Polonia (bandiera)  | D     | Adam Chrzanowski     |
| 45 | Senegal (bandiera)  | A     | Youssouph Sylla      |
| 46 | Italia (bandiera)   | A     | Aldo Banse           |
| 54 | Italia (bandiera)   | D     | Nicola Falasco       |
| 72 | Italia (bandiera)   | D     | Matteo Perri         |
| 79 | Italia (bandiera)   | C     | Davide Gavazzi       |
| 90 | Italia (bandiera)   | C     | Michael Folorunsho   |
| 98 | Italia (bandiera)   | A     | Daniele Iacoponi     |
| 99 | Italia (bandiera)   | D     | Cristian Andreoni    |

## Calciomercato

### Sessione estiva(dal 01/07 al 31/08)
| Acquisti         | Acquisti           | Acquisti    | Acquisti      |
| R.               | Nome               | da          | Modalità      |
| ---------------- | ------------------ | ----------- | ------------- |
| D                | Hamza El Kaouakibi | Bologna     | definitivo    |
| D                | Matteo Perri       | Ravenna     | svincolato    |
| D                | Alessio Sabbione   | Bari        | definitivo    |
| D                | Federico Valietti  | Genoa       | prestito      |
| C                | Michael Folorunsho | Napoli      | prestito      |
| C                | Tomasz Kupisz      | Salernitana | definitivo    |
| C                | Mihael Onişa       | Torino      | definitivo    |
| C                | Jacopo Petriccione | Crotone     | definitivo    |
| C                | Marco Pinato       | Sassuolo    | prestito      |
| C                | Roberto Zammarini  | Pisa        | svincolato    |
| A                | Nicolò Cambiaghi   | Atalanta    | prestito      |
| A                | Amato Ciciretti    | Napoli      | definitivo    |
| A                | Davis Mensah       | Triestina   | svincolato    |
| A                | Jacopo Pellegrini  | Sassuolo    | prestito      |
| A                | Youssouph Sylla    | Gozzano     | svincolato    |
| A                | Frank Tsadjout     | Milan       | prestito      |
| Altre operazioni |                    |             |               |
| R.               | Nome               | da          | Modalità      |
| C                | Jean Freddi Greco  | Torino      | definitivo    |
| C                | Luca Tremolada     | Cosenza     | fine prestito |
| A                | Simone Magnaghi    | Südtirol    | fine prestito |

| Cessioni         | Cessioni             | Cessioni           | Cessioni      |
| R.               | Nome                 | a                  | Modalità      |
| ---------------- | -------------------- | ------------------ | ------------- |
| D                | Filippo Berra        | Bari               | fine prestito |
| D                | Alessandro Vogliacco | Genoa              | fine prestito |
| C                | Kevin Biondi         | Catania            | prestito      |
| C                | Giacomo Calò         | Genoa              | fine prestito |
| C                | Manuel Scavone       | Bari               | fine prestito |
| A                | Patrick Ciurria      | Monza              | definitivo    |
| A                | Mattia Finotto       | Monza              | fine prestito |
| A                | Simome Magnaghi      | Pontedera          | prestito      |
| A                | Alessandro Mallamo   | Atalanta           | fine prestito |
| A                | Claudio Morra        | Virtus Entella     | fine prestito |
| A                | Sebastian Musiolik   | Raków Częstochowa  | fine prestito |
| Altre operazioni |                      |                    |               |
| R.               | Nome                 | a                  | Modalità      |
| P                | Pietro Passador      | Union Clodiense CS | svincolato    |
| C                | Jean Freddi Greco    | Catania            | prestito      |
| C                | Matteo Rossetti      | Bari               | definitivo    |
| C                | Luca Tremolada       | Modena             | definitivo    |
| A                | Simone Magnaghi      | Pontedera          | prestito      |

### Sessione invernale(dal 03/01 al 31/01)
| Acquisti         | Acquisti             | Acquisti   | Acquisti      |
| R.               | Nome                 | da         | Modalità      |
| ---------------- | -------------------- | ---------- | ------------- |
| D                | Armando Anastasio    | Monza      | prestito      |
| D                | Cristian Andreoni    | Bari       | prestito      |
| D                | Christian Dalle Mura | Fiorentina | prestito      |
| C                | Francesco Deli       | Cremonese  | prestito      |
| C                | Davide Gavazzi       |            | svincolato    |
| C                | Alessandro Lovisa    | Fiorentina | prestito      |
| C                | Emanuele Torrasi     | Imolese    | definitivo    |
| C                | Dejan Vokić          | Benevento  | prestito      |
| A                | Leonardo Candellone  | Napoli     | prestito      |
| A                | Giuseppe Di Serio    | Benevento  | prestito      |
| A                | Daniele Iacoponi     | Parma      | prestito      |
| Altre operazioni |                      |            |               |
| R.               | Nome                 | da         | Modalità      |
| C                | Jean Freddi Greco    | Catania    | fine prestito |

| Cessioni         | Cessioni           | Cessioni     | Cessioni      |
| R.               | Nome               | a            | Modalità      |
| ---------------- | ------------------ | ------------ | ------------- |
| D                | Michele Camporese  | Cosenza      | prestito      |
| D                | Adam Chrzanowski   | Wisła Płock  | prestito      |
| D                | Nicola Falasco     | Ascoli       | definitivo    |
| C                | Amato Ciciretti    | Como         | prestito      |
| C                | Michael Folorunsho | Napoli       | fine prestito |
| C                | Tomasz Kupisz      | Reggina      | prestito      |
| C                | Luca Magnino       | Modena       | prestito      |
| C                | Jacopo Petriccione | Benevento    | definitivo    |
| C                | Marco Pinato       | Sassuolo     | fine prestito |
| A                | Gianvito Misuraca  | Bari         | prestito      |
| A                | Frank Tsadjout     | Milan        | fine prestito |
| Altre operazioni |                    |              |               |
| R.               | Nome               | a            | Modalità      |
| C                | Jean Freddi Greco  | L.R. Vicenza | definitivo    |

### Operazioni successive alla sessione invernale
| Acquisti | Acquisti     | Acquisti | Acquisti      |
| R.       | Nome         | da       | Modalità      |
| -------- | ------------ | -------- | ------------- |
| C        | Kevin Biondi | Catania  | fine prestito |

| Cessioni | Cessioni | Cessioni | Cessioni |
| R.       | Nome     | a        | Modalità |
| -------- | -------- | -------- | -------- |

## Risultati

### Serie B

#### Girone di andata
| Arbitro: | Massimi (Termoli) |

|  |           |              |
|  | Marcatori | 45+2’ Murano |

| Arbitro: | Ayroldi (Molfetta) |

|                                                                     |           |  |
| Mancosu 18’ Colombo 37’ Capradossi 45+3’ Viviani 69’ Latte Lath 75’ | Marcatori |  |

| Arbitro: | Maggioni (Lecco) |

|  |           |                                           |
|  | Marcatori | 19’ Vázquez 38’ Jurić 64’ Inglese 80’ Man |

| Arbitro: | Colombo (Como) |

|              |           |  |
| Okwonkwo 57’ | Marcatori |  |

| Arbitro: | Meraviglia (Pistoia) |

|             |           |               |
| Magnino 43’ | Marcatori | 85’ Gălăbinov |

| Arbitro: | Baroni (Firenze) |

|                                      |           |                    |
| Machín 13’ Sampirisi 72’ Vignato 90’ | Marcatori | 5’ (rig.) Tsadjout |

| Arbitro: | Rapuano (Rimini) |

|                             |           |                                                                |
| Camporese 45’ Cambiaghi 55’ | Marcatori | 30’ Longo 43’ Di Pardo 82’ (rig.) Meggiorini 90+3’ Taugourdeau |

| Arbitro: | Minelli (Varese) |

|             |           |                                    |
| Falasco 78’ | Marcatori | 10’ A. Donarumma 13’, 69’ Falletti |

| Arbitro: | Tremolada (Monza) |

|                |           |                  |
| Caracciolo 57’ | Marcatori | 90+6’ Folorunsho |

| Arbitro: | Paterna (Teramo) |

|              |           |  |
| La Gumina 7’ | Marcatori |  |

| Arbitro: | Maggioni (Lecco) |

|                               |           |                               |
| Camporese 20’ Zammarini 90+2’ | Marcatori | 24’ Zanimacchia 26’ Strizzolo |

| Arbitro: | Volpi (Arezzo) |

|           |           |  |
| Moreo 77’ | Marcatori |  |

| Arbitro: | Santoro (Messina) |

|  |           |           |
|  | Marcatori | 41’ Salvi |

| Arbitro: | Rapuano (Rimini) |

|                        |           |                           |
| Charpentier 74’, 90+6’ | Marcatori | 48’ Barison 86’ Cambiaghi |

| Arbitro: | Marchetti (Ostia Lido) |

|                           |           |  |
| Pinato 15’ Folorunsho 61’ | Marcatori |  |

| Arbitro: | Di Martino (Teramo) |

|                       |           |           |
| Elia 62’ Di Serio 63’ | Marcatori | 52’ Butić |

| Arbitro: | Piccinini (Forlì) |

|                  |           |           |
| Butić 30’ (rig.) | Marcatori | 77’ Šitum |

| Arbitro: | Ayroldi (Molfetta) |

|                                             |           |                  |
| Marić 9’ (rig.), 69’ Borello 19’ Kargbo 76’ | Marcatori | 26’ (rig.) Butić |

| Arbitro: | Colombo (Como) |

|  |           |              |
|  | Marcatori | 24’ Gargiulo |

#### Girone di ritorno
| Arbitro: | Miele (Nola) |

|  |           |               |
|  | Marcatori | 90’ Cambiaghi |

| Arbitro: | Santoro (Messina) |

|           |           |             |
| Butić 39’ | Marcatori | 53’ Finotto |

| Arbitro: | Camplone (Pescara) |

|                                               |           |              |
| Pandev 55’ Man 67’ Vázquez 69’ Benedyczak 79’ | Marcatori | 12’ Di Serio |

| Arbitro: | Sozza (Seregno) |

|  |           |            |
|  | Marcatori | 3’ Beretta |

| Arbitro: | Maggioni (Lecco) |

|                         |           |  |
| Ménez 66’ Di Chiara 86’ | Marcatori |  |

| Arbitro: | Serra (Torino) |

|              |           |                                         |
| Di Serio 68’ | Marcatori | 19’ Valoti 19’, 64’ Colpani 67’ Gytkjær |

| Arbitro: | Manganiello (Pinerolo) |

|             |           |  |
| Da Cruz 14’ | Marcatori |  |

| Arbitro: | Ghersini (Genova) |

|               |           |  |
| Pettinari 48’ | Marcatori |  |

| Arbitro: | Marcenaro (Genova) |

|  |           |                 |
|  | Marcatori | 26’ Torregrossa |

| Arbitro: | Miele (Nola) |

|               |           |                 |
| Cambiaghi 16’ | Marcatori | 80’ Gabrielloni |

| Arbitro: | Meraviglia (Pistoia) |

|                      |           |               |
| Zanimacchia 68’, 80’ | Marcatori | 61’ Cambiaghi |

| Arbitro: | Baroni (Firenze) |

|               |           |         |
| Cambiaghi 41’ | Marcatori | 14’ Ayé |

| Arbitro: | Cosso (Reggio Calabria) |

|                 |           |  |
| Baschirotto 84’ | Marcatori |  |

| Arbitro: | Serra (Torino) |

|                        |           |  |
| Deli 13’ Cambiaghi 82’ | Marcatori |  |

| Arbitro: | Marini (Roma) |

|                          |           |  |
| Marconi 30’ Milanese 52’ | Marcatori |  |

| Arbitro: | Camplone (Pescara) |

|             |           |                                 |
| Gavazzi 86’ | Marcatori | 2’, 18’ Moncini 67’, 72’ Farias |

| Arbitro: | Massimi (Termoli) |

|                                        |           |            |
| Larrivey 36’ (rig.), 44’ Camporese 82’ | Marcatori | 24’ Lovisa |

| Arbitro: | Miele (Nola) |

|                                        |           |                                     |
| Candellone 58’ Butić 85’ Zammarini 90’ | Marcatori | 45’ Nedelcearu 59’ Marras 64’ Marić |

| Arbitro: | Piccinini (Forlì) |

|           |           |  |
| Majer 46’ | Marcatori |  |

### Coppa Italia
| Arbitro: | Ghersini (Genova) |

|                       |           |                                            |
| Folorunsho 51’ (rig.) | Marcatori | 39’ Erlić 45+3’ Nikolaou 83’ (rig.) Colley |

## Statistiche

### Statistiche di squadra
Statistiche aggiornate al 1º luglio 2021.
| Competizione | Punti       | In casa | In casa | In casa | In casa | In casa | In casa | In trasferta | In trasferta | In trasferta | In trasferta | In trasferta | In trasferta | Totale | Totale | Totale | Totale | Totale | Totale | DR  |
| Competizione | Punti       | G       | V       | N       | P       | Gf      | Gs      | G            | V            | N            | P            | Gf           | Gs           | G      | V      | N      | P      | Gf     | Gs     | DR  |
| ------------ | ----------- | ------- | ------- | ------- | ------- | ------- | ------- | ------------ | ------------ | ------------ | ------------ | ------------ | ------------ | ------ | ------ | ------ | ------ | ------ | ------ | --- |
| Serie B      | 18          | 19      | 2       | 7       | 10      | 19      | 34      | 19           | 1            | 2            | 16           | 10           | 37           | 38     | 3      | 9      | 26     | 29     | 71     | -42 |
| Coppa Italia | Primo turno | 1       | 0       | 0       | 1       | 1       | 3       | 0            | 0            | 0            | 0            | 0            | 0            | 1      | 0      | 0      | 1      | 1      | 3      | -2  |
| Totale       | 18          | 20      | 2       | 7       | 11      | 20      | 37      | 19           | 1            | 2            | 16           | 10           | 37           | 39     | 3      | 9      | 26     | 30     | 74     | -44 |

### Andamento in campionato
| Giornata  | 1  | 2  | 3  | 4  | 5  | 6  | 7  | 8  | 9  | 10 | 11 | 12 | 13 | 14 | 15 | 16 | 17 | 18 | 19 | 20 | 21 | 22 | 23 | 24 | 25 | 26 | 27 | 28 | 29 | 30 | 31 | 32 | 33 | 34 | 35 | 36 | 37 | 38 |
| --------- | -- | -- | -- | -- | -- | -- | -- | -- | -- | -- | -- | -- | -- | -- | -- | -- | -- | -- | -- | -- | -- | -- | -- | -- | -- | -- | -- | -- | -- | -- | -- | -- | -- | -- | -- | -- | -- | -- |
| Luogo     | C  | T  | C  | T  | C  | T  | C  | C  | T  | T  | C  | T  | C  | T  | C  | T  | C  | T  | C  | T  | C  | T  | C  | T  | C  | T  | T  | C  | C  | T  | C  | T  | C  | T  | C  | T  | C  | T  |
| Risultato | P  | P  | P  | P  | N  | P  | P  | P  | N  | P  | N  | P  | P  | N  | V  | P  | N  | P  | P  | V  | N  | P  | P  | P  | P  | P  | P  | P  | N  | P  | N  | P  | V  | P  | P  | P  | N  | P  |
| Posizione | 18 | 20 | 20 | 20 | 18 | 19 | 20 | 20 | 20 | 20 | 20 | 20 | 20 | 20 | 20 | 20 | 19 | 19 | 19 | 19 | 19 | 20 | 20 | 20 | 20 | 20 | 20 | 20 | 20 | 20 | 20 | 20 | 20 | 20 | 20 | 20 | 20 | 20 |

Legenda:

Luogo: C = Casa; T = Trasferta. Risultato: V = Vittoria; N = Pareggio; P = Sconfitta.

### Statistiche dei giocatori
Sono in corsivo i calciatori che hanno lasciato la società a stagione in corso.
| Giocatore       | Serie B  | Serie B | Serie B     | Serie B    | Coppa Italia | Coppa Italia | Coppa Italia | Coppa Italia | Totale   | Totale | Totale      | Totale     |
| Giocatore       | Presenze | Reti    | Ammonizioni | Espulsioni | Presenze     | Reti         | Ammonizioni  | Espulsioni   | Presenze | Reti   | Ammonizioni | Espulsioni |
| --------------- | -------- | ------- | ----------- | ---------- | ------------ | ------------ | ------------ | ------------ | -------- | ------ | ----------- | ---------- |
| A. Anastasio    | 5        | 0       | 0           | 0          | 0            | 0            | 0            | 0            | 5        | 0      | 0           | 0          |
| C. Andreoni     | 11       | 0       | 3           | 0          | 0            | 0            | 0            | 0            | 11       | 0      | 3           | 0          |
| A. Barison      | 17       | 1       | 5           | 1          | 1            | 0            | 0            | 0            | 18       | 1      | 5           | 1          |
| A. Bassoli      | 24       | 0       | 3           | 0          | 1            | 0            | 0            | 0            | 25       | 0      | 3           | 0          |
| G. Bindi        | 6        | -11     | 0           | 0          | 0            | 0            | 0            | 0            | 6        | -11    | 0           | 0          |
| K. Biondi       | 2        | 0       | 1           | 0          | 1            | 0            | 0            | 0            | 3        | 0      | 1           | 0          |
| K. Butić        | 24       | 5       | 2           | 0          | 1            | 0            | 0            | 0            | 25       | 5      | 2           | 0          |
| N. Cambiaghi    | 36       | 7       | 3           | 0          | 1            | 0            | 0            | 0            | 37       | 7      | 3           | 0          |
| M. Camporese    | 17       | 2       | 4           | 0          | 1            | 0            | 0            | 0            | 18       | 2      | 4           | 0          |
| L. Candellone   | 12       | 1       | 3           | 0          | 0            | 0            | 0            | 0            | 12       | 1      | 3           | 0          |
| A. Chrzanowski  | 4        | 0       | 0           | 1          | 1            | 0            | 0            | 0            | 5        | 0      | 0           | 1          |
| A. Ciciretti    | 8        | 0       | 0           | 0          | 0            | 0            | 0            | 0            | 8        | 0      | 0           | 0          |
| C. Dalle Mura   | 17       | 0       | 2           | 0          | 0            | 0            | 0            | 0            | 17       | 0      | 2           | 0          |
| F. Deli         | 12       | 1       | 3           | 0          | 0            | 0            | 0            | 0            | 12       | 1      | 3           | 0          |
| G. Di Serio     | 13       | 2       | 4           | 0          | 0            | 0            | 0            | 0            | 13       | 2      | 4           | 0          |
| H. El Kaouakibi | 25       | 0       | 8           | 1          | 0            | 0            | 0            | 0            | 25       | 0      | 8           | 1          |
| N. Falasco      | 14       | 1       | 7           | 1          | 0            | 0            | 0            | 0            | 14       | 1      | 7           | 1          |
| G. Fasolino     | 1        | -1      | 0           | 0          | 0            | 0            | 0            | 0            | 1        | -1     | 0           | 0          |
| M. Folorunsho   | 16       | 2       | 3           | 0          | 1            | 1            | 0            | 0            | 17       | 3      | 3           | 0          |
| D. Gavazzi      | 13       | 1       | 1           | 0          | 0            | 0            | 0            | 0            | 13       | 1      | 1           | 0          |
| D. Iacoponi     | 4        | 0       | 0           | 0          | 0            | 0            | 0            | 0            | 4        | 0      | 0           | 0          |
| T. Kupisz       | 9        | 0       | 0           | 0          | 1            | 0            | 1            | 0            | 10       | 0      | 1           | 0          |
| A. Lovisa       | 17       | 1       | 7           | 0          | 0            | 0            | 0            | 0            | 17       | 1      | 7           | 0          |
| L. Magnino      | 18       | 1       | 3           | 0          | 1            | 0            | 0            | 0            | 19       | 1      | 3           | 0          |
| D. Mensah       | 15       | 0       | 1           | 1          | 1            | 0            | 0            | 0            | 16       | 0      | 1           | 1          |
| G. Misuraca     | 6        | 0       | 2           | 0          | 1            | 0            | 1            | 0            | 7        | 0      | 3           | 0          |
| A. Okoro        | 2        | 0       | 0           | 0          | 0            | 0            | 0            | 0            | 2        | 0      | 0           | 0          |
| M. Onişa        | 3        | 0       | 1           | 0          | 0            | 0            | 0            | 0            | 3        | 0      | 1           | 0          |
| S. Pasa         | 25       | 0       | 4           | 1          | 0            | 0            | 0            | 0            | 25       | 0      | 4           | 1          |
| J. Pellegrini   | 17       | 0       | 1           | 0          | 1            | 0            | 1            | 0            | 18       | 0      | 2           | 0          |
| S. Perisan      | 32       | -59     | 1           | 0          | 1            | -3           | 0            | 0            | 33       | -62    | 1           | 0          |
| M. Perri        | 13       | 0       | 0           | 0          | 0            | 0            | 0            | 0            | 13       | 0      | 0           | 0          |
| J. Petriccione  | 12       | 0       | 1           | 0          | 0            | 0            | 0            | 0            | 12       | 0      | 1           | 0          |
| M. Pinato       | 16       | 1       | 5           | 0          | 0            | 0            | 0            | 0            | 16       | 1      | 5           | 0          |
| A. Sabbione     | 19       | 0       | 4           | 0          | 0            | 0            | 0            | 0            | 19       | 0      | 4           | 0          |
| F. Secli        | 9        | 0       | 0           | 0          | 0            | 0            | 0            | 0            | 9        | 0      | 0           | 0          |
| M. Stefani      | 6        | 0       | 1           | 0          | 0            | 0            | 0            | 0            | 6        | 0      | 1           | 0          |
| Y. Sylla        | 14       | 0       | 1           | 0          | 0            | 0            | 0            | 0            | 14       | 0      | 1           | 0          |
| E. Torrasi      | 16       | 0       | 5           | 0          | 0            | 0            | 0            | 0            | 16       | 0      | 5           | 0          |
| F. Tsadjout     | 15       | 1       | 2           | 0          | 1            | 0            | 0            | 0            | 16       | 1      | 2           | 0          |
| F. Valietti     | 10       | 0       | 0           | 0          | 0            | 0            | 0            | 0            | 10       | 0      | 0           | 0          |
| D. Vokić        | 10       | 0       | 3           | 0          | 0            | 0            | 0            | 0            | 10       | 0      | 3           | 0          |
| R. Zammarini    | 33       | 2       | 6           | 0          | 1            | 0            | 0            | 0            | 34       | 2      | 6           | 0          |